# 海之中道站
海之中道站（日语：／ Uminonakamichi eki */?）是位於福岡縣福岡市東區大字西戶崎，九州旅客鐵道（JR九州）的香椎線車站。車站編號為JD02。

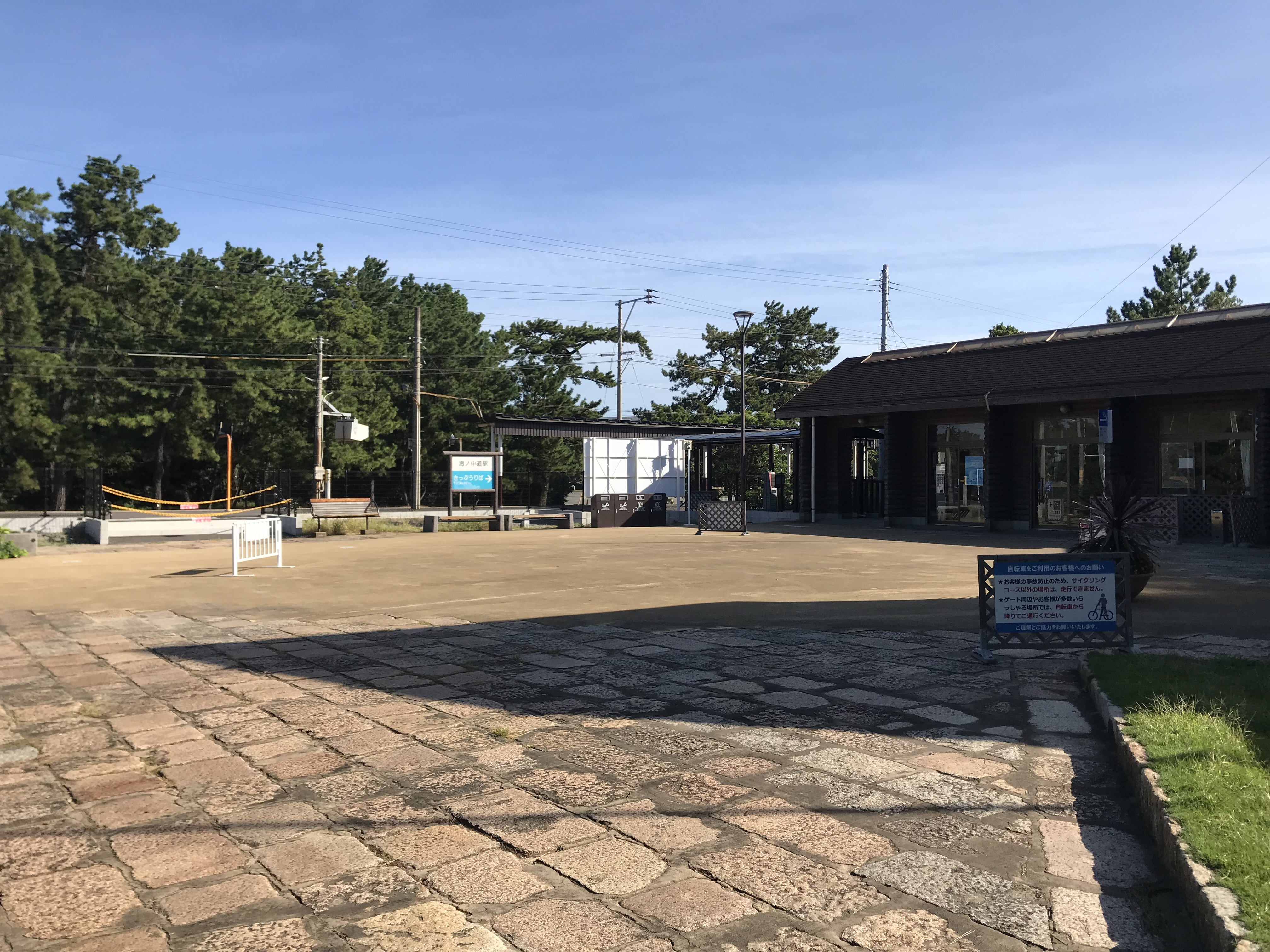
車站遠景與海之中道海濱公園的入口(2019年3月)

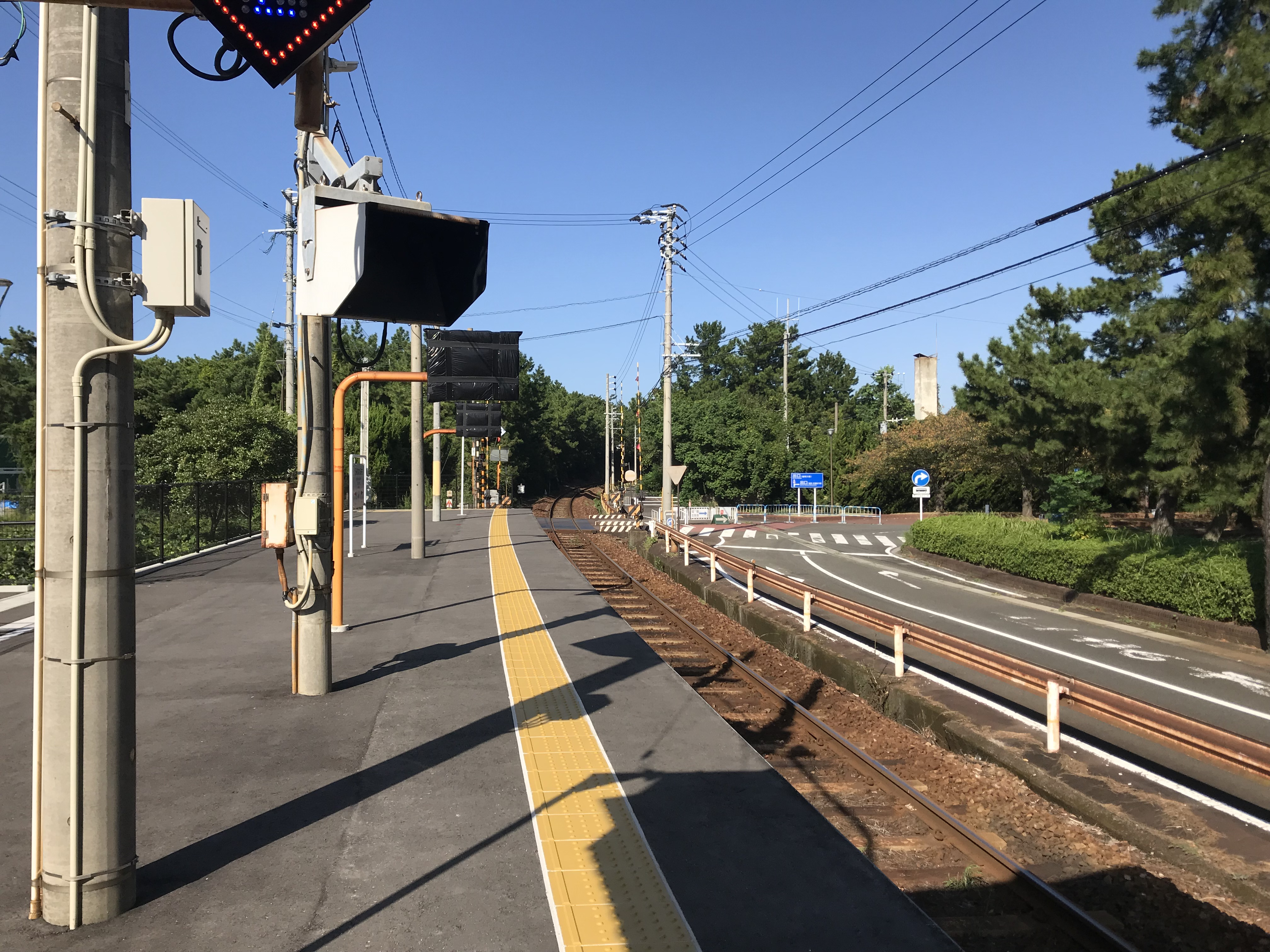
月台(2019年3月)

## 歷史
- 1935年（昭和10年）7月1日 - 博多灣鐵道汽船（日语：博多湾鉄道汽船）開設臨時停車場。
- 1941年（昭和16年）2月1日 - 升級至臨時停車場。
- 1941年（昭和16年）7月15日 - 升級至車站。
- 1942年（昭和17年）9月19日 - 博多湾鐵道汽船被西日本鐵道合併[1][2]，成為該公司糟屋線車站。
- 1944年（昭和19年）5月1日 - 西日本鐵道西戶崎站至宇美站之間在戰時被國有化，成為運輸通信省（後來為日本國有鐵道）香椎線車站[3]。
- 1987年（昭和62年）
  - 3月9日 - 車站向西戶崎一方遷移700米[4]。另外，舊站附近於1988年（昭和63年）7月14日新設中道信號站。
  - 4月1日 - 伴隨國鐵分割民營化，車站由九州旅客鐵道（JR九州）營運[5][6][7]。
- 2009年（平成21年）3月1日 - 此站開始可以使用IC卡「SUGOCA」[8]。
- 2010年（平成22年）10月2日 - 鄰接的國營海之中道海濱公園內飼養的託卡拉山羊（日语：トカラヤギ）九太郎就任站長，在11月尾前，除了下雨天外擔任站長。
- 2012年（平成24年）3月23日 - 再びトカラヤギの九太郎が駅長に就任。5月6日まで駅長を務めた。
- 2015年（平成27年）3月14日 - 引入車站集中管理系統（Smart Support Station）（日语：駅集中管理システム）「ANSWER」後成為無人車站[9]。

## 車站構造
車站是一座地面車站，設有1面1線的單式月台。此站是無人車站，設有自動售票機。在假日會設有車站職員當值出售車票。此站可使用SUGOCA，但是不可購買IC卡和為IC卡增值。

## 使用狀況
在2019年（令和元年）度，1日平均乘車人次為781人，在JR九州車站排名197名。
以下為近年1日平均乘車人次列表。
| 年度               | 1日平均 乘車人次 |
| ------------------ | ---------------- |
| 2016年（平成28年） | 502              |
| 2017年（平成29年） | 755              |
| 2018年（平成30年） | 758              |
| 2019年（令和元年） | 781              |

## 車站周邊
- 國營海之中道海濱公園
- 海洋世界海之中道·海之中道海洋生態科學館（水族館）

## 相鄰車站
九州旅客鐵道（JR九州）
香椎線
西戶崎（JD01）－海之中道（JD02）－（中道信號站）－雁之巢（JD03）

## 注腳
1. ↑  宗像市史編纂委員會 《宗像市史 通史編 第三巻 近現代》 宗像市，1999年3月1日。
2. ↑  古賀町誌編委員會 《古賀町誌》 古賀町，1985年11月1日。
3. ↑  財團法人運輸調査局編 《日本国有鉄道版 日本陸運史料 第3巻 日本陸運十年史 戦時交通編》 Cress出版，1990年11月。
4. ↑  . 鐵道雜誌 (鐵道雜誌社). 1987-05, 21 (6): 104 （日语）.
5. ↑  九州鉄道百年祭実行委員会・百年史編纂部会 (编).  初版. 九州旅客鉄道. 1988: 181 （日语）.
6. ↑  『交通年鑑 昭和63年版』 交通協力會，1988年3月。
7. ↑  今村都南雄 『民営化の效果と現実NTTとJR』 中央法規出版，1997年8月。ISBN 978-4805840863
8. ↑  . 交通新聞 (交通新聞社). 2009-03-03: 1 （日语）.
9. ↑   (PDF) (新闻稿). 九州旅客鉄道. 2014-12-22  [2020-02-07]. （原始内容 (PDF)存档于2019-01-20） （日语）.
10. ↑  SUGOCA 利用可能エリア （页面存档备份，存于）（日語） 九州旅客鐵道，截至平成28年3月26日（2016年10月5日參閲）。
11. 1 2   (PDF). 九州旅客鉄道.   [2020-12-26]. （原始内容存档 (PDF)于2020-08-24） （日语）.
12. ↑   (PDF). 九州旅客鉄道.   [2019-07-24]. （原始内容存档 (PDF)于2020-03-15） （日语）.

## 外部連結
- 海之中道（車站資訊） - 九州旅客鐵道